# Wielka Polana Ornaczańska
Wielka Polana Ornaczańska – polana wysokogórska, część dawnej Hali Ornak w Tatrach Zachodnich. Nazywana była także Ornakiem lub Szałasiskami. Znajduje się w Dolinie Pyszniańskiej, będącej górną częścią Doliny Kościeliskiej. Położona jest na wysokości 1100–1150 m n.p.m., obok Pyszniańskiego Potoku, po jego zachodniej stronie, pod Ornakiem. Nad polaną potężny Ornaczański Żleb spadający spod Ornaczańskiej Przełęczy. Na stokach nad polaną istniały w XVIII wieku kopalnie rud żelaza.
Stanowiąca centrum Hali Ornak polana była koszona, stały na niej szałasy i szopy pasterskie. Charakteryzowała się bujnym porostem trawy. Wcześniej niż na innych tatrzańskich polanach zaprzestano jej użytkowania, w związku z utworzeniem na całej Dolinie Pyszniańskiej ścisłego rezerwatu przyrody Tomanowa-Smreczyny (formalnie w 1936 i 1948). Istnieje jeszcze nieznakowana ścieżka prowadząca przez Wielką Polanę Ornaczańską i Siwe Sady na Pyszniańską Przełęcz, niegdyś popularna trasa przemytników i kurierów tatrzańskich. Obecnie jednak teren jest niedostępny dla turystów. Ze szlaku turystycznego na Iwaniacką Przełęcz obserwować można jedynie dolny skraj polany.
Od kiedy zaprzestano wypasu, polana stopniowo zarasta lasem. W 1955 miała powierzchnię ok. 9 ha, ale w 2004 w wyniku zarośnięcia jej powierzchnia zmniejszyła się o ok. 79%.

## Szlaki turystyczne
północnym skrajem polany prowadzi żółty szlak turystyczny od schroniska poprzez Iwaniacką Przełęcz do Doliny Chochołowskiej. Szlak wspina się na przełęcz Dolinką Iwanowską i schodzi z niej Doliną Iwaniacką. Czas przejścia ze schroniska na przełęcz: 1:15 h, ↓ 50 min.

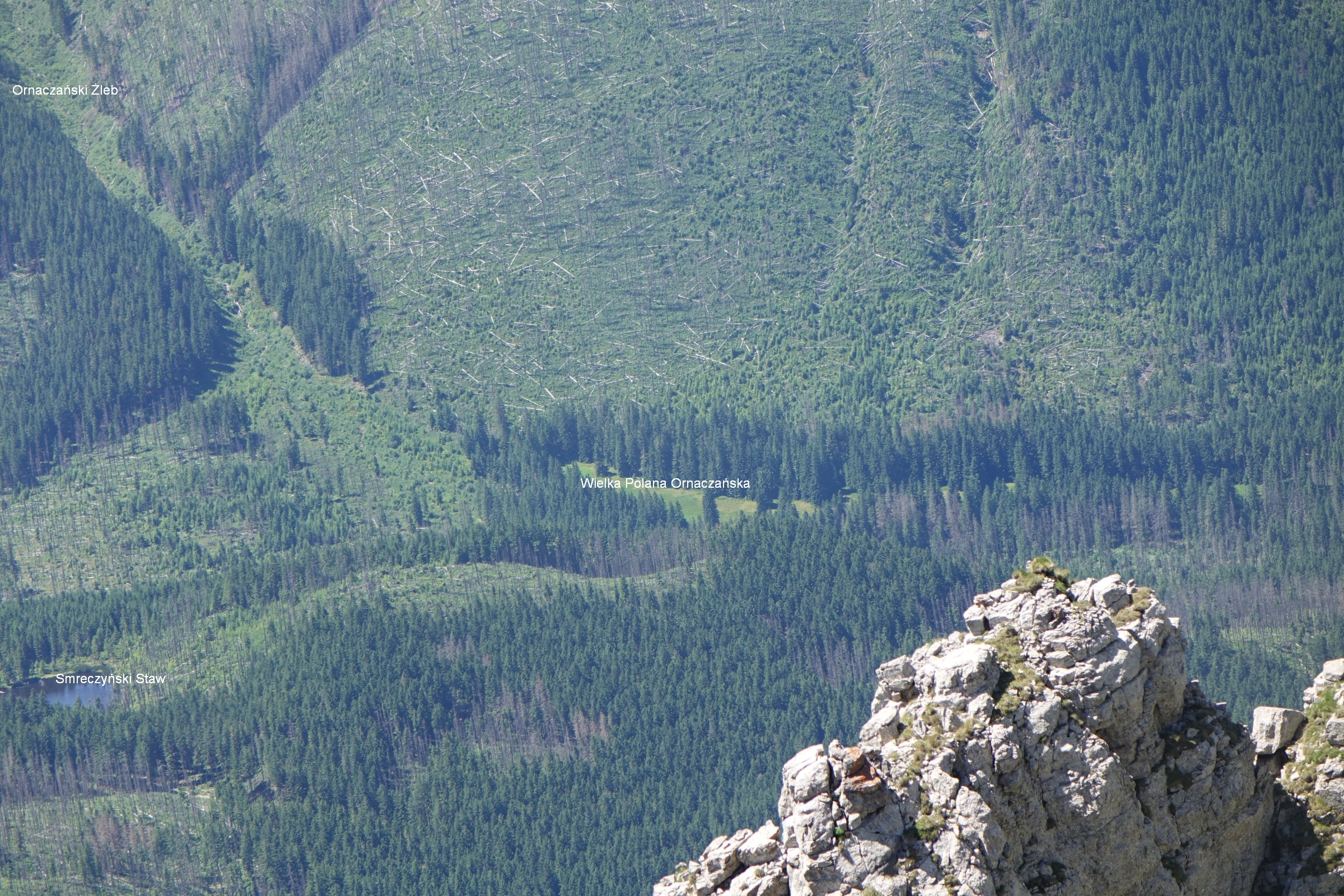
Widok z Czerwonych Wierchów